# Osnovna šola Gorje
Osnovna šola Gorje leži v Gorjah med Blejskim jezerom in Pokljuko.
Zapiski v šolski kroniki segajo do leta 1835. Tega leta so v prvem nadstropju mežnarije uredili šolsko sobo. Prva šolska zgradba, v kateri je danes vrtec, je bila zgrajena leta 1870.